# День АНЗАК

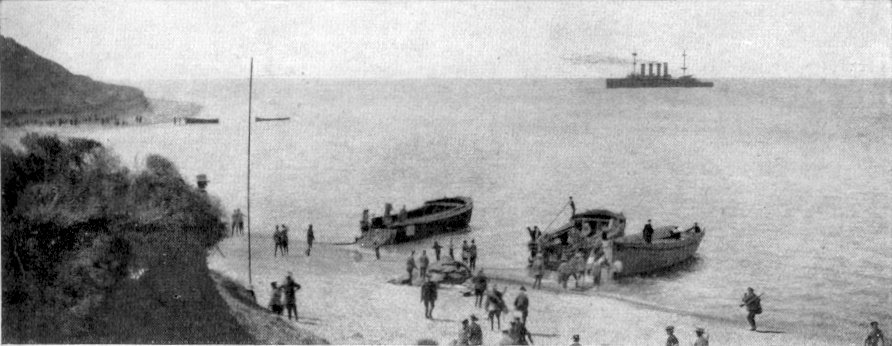
25.04.1915

День АНЗАК (англ. Anzac Day) — національний день пам'яті в Австралії та Новій Зеландії.
25 квітня 1915 року в ході Першої світової війни сили Антанти (британці, австралійці, новозеландці, ньюфаундлендці, індійці, французи) почали десантування на півострові Галліполі (Туреччина). У наступних затяжних і кровопролитних боях десант не зміг розвинути наступ з захоплених плацдармів і в кінці року був евакуйований. В ході цієї невдалої операції, що отримала назву Дарданелльскої, особливо відзначилися війська Австралійсько-новозеландського армійського корпусу (Australian and New Zealand Army Corps, ANZAC).
День АНЗАК почав офіційно відзначатися з 1916 року (у Новій Зеландії — з 1920). Спочатку це був день пам'яті австралійців та новозеландців, загиблих у Першій світовій війні. Після Другої світової війни 25 квітня в Австралії та Новій Зеландії згадують своїх громадян, загиблих у всіх війнах і військових конфліктах за участю цих країн. За традицією, в цей день проводяться церковні служби, військові паради, зустрічі ветеранів. Австралійські та новозеландські туристи відвідують Галліполі, де також проводяться пам'ятні заходи. Тільки в день АНЗАК дозволено грати в національну гру з підкиданням монет ту-ап, якою захоплювалися і солдати Першої світової війни.
В результаті широких антивоєнних настроїв, у 1973 році на національній конференції Австралійської лейбористської партії розглядалася можливість скасування Дня АНЗАК і введення замість нього дня миру, проте це так і залишилося проектом.

День АНЗАК відзначається в обох країнах. Типове ставлення до нього в Австралії відображають, наприклад, слова генерал-губернатора країни Майкла Джеффрі, який заявив у 2006 році, що завдяки Дарданелльскій кампанії у австралійців з'явилося почуття національної свідомості. З іншого боку, різні громадські об'єднання критикують це свято як інструмент нав'язування мілітаристської ідеології та участі в імперіалістичних війнах на боці метрополії. У жовтні 2008 р екс-прем'єр Австралії Пол Кітінг (Paul Keating), заперечуючи Джеффрі, заявив, що вважає недоцільними щорічні збіговиська з приводу висадки в Галліполі, бо «повна дурість — стверджувати, що нація могла народитися або, хоча б, відродитися на цьому півострові». Прем'єр міністр Австралії (грудень 2006 — червень 2010) Кевін Радд заперечив Кітінгу: 
|  | Галліполійська кампанія - це частина нашої національної самосвідомості, частина нашої національної душі, частина нашої національної ідентичності, і я, як прем'єр-міністр країни, глибоко пишаюся цим! |

Крім Австралії та Нової Зеландії, різні церемонії в цей день проходять в окремих містах Великої Британії, Канади, Ізраїлю, Туреччини, Франції, Єгипту, Тонга, Самоа, Науру, на Соломонових островах і в інших місцях.

## Цікаві факти
В Австралію забороняється ввозити товари, в назві яких є слово «Anzac».